# Scrisul bănățean
Scrisul bănățean este o revistă literară editată din 1 august 1949 de către filiala Timișoara a Uniunii Scriitorilor din România. De la numărul 2/1962 a purtat subtitlul: Revistă a Uniunii Scriitorilor din R.P.R. 
 În ianuarie 1964 autoritățile i-au schimbat numele în revista Orizont.
Din ianuarie 2012 apare seria nouă și poartă mențiunea Revistă trimestrială a Uniunii Jurnaliștilor din Banatul Istoric.

## Cuprins
Din colegiul director al revistei fac parte: Ioan Berlovan, Nicu Ciobanu, Doru Dinu Glavan, Răzvan Hrenoschi, Ioan Hațegan, Marian Odangiu, Costa Roșu și Gelu Stan.

## Distribuție
Înca de la primul număr revista a fost distribuită gratuit de către Uniunea Jurnaliștilor din Banatul istoric și Uniunea Scriitorilor din România - Filiala Timișoara.

## Legaturi externe
- Scrisul banațean  Arhivat în 19 aprilie 2018, la Wayback Machine.